# 小笠原諸島貿易会社
小笠原諸島貿易会社（おがさわらしょとうぼうえきがいしゃ、Bonin Islands Trading Company）は、アメリカ施政権下の小笠原諸島父島に存在した生活協同組合形態の組織である。略称は「BITC」である。

## 概要
1948年（昭和23年）に、島民の積立金と米軍からの借入金を元に設立された。日常雑貨の販売や島の生産物を日本本土やグアム等に輸出することを目的にしていた。職員は3人（支配人、販売員、経理員）で、組織運営は五人委員会の委員によって構成される役員会が執行し、会計監査は米軍が管理した。
復帰後は、消費生活協同組合法（昭和23年7月30日法律第200号）に基づく「小笠原消費生活協同組合」として存続している。

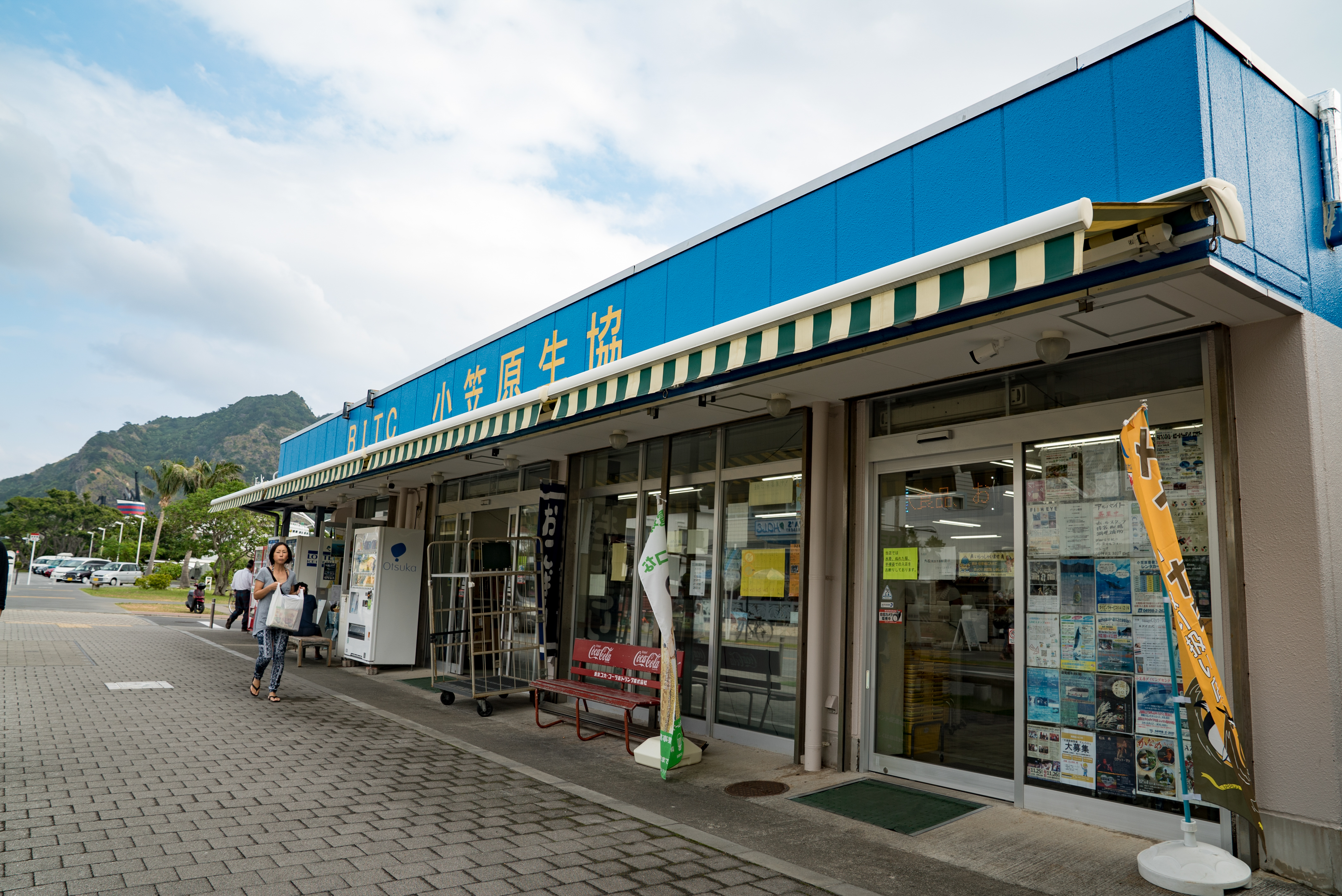
現在の小笠原消費生活協同組合。左の「BITC」が小笠原諸島貿易会社の名残である。

## 脚註
1. 1 2  エルドリッヂ pp219-221